# Ключи (Татарстан)
Ключи — село в Бугульминском районе  Республики Татарстан Российской Федерации. Расположено в 21 км от Бугульмы. В селе имеется средняя школа, дом культуры, библиотека. Фабрика по производству дверей.

## История
Основано во 2-й четверти XVIII века. В исторических источниках упоминается также под названием Елховка. До 1860-х годов жители относились к категории государственных крестьян. Занимались земледелием, разведением скота. В начале XX века, в селе функционировали земская школа, мыловаренный завод. В этот период земельный надел сельской общины составлял 925 десятин. До 1920 село входило в Сумароковскую волость Бугульминского уезда, Самарской губернии. С 1920 в составе Бугульминского кантона ТАССР. С 10.8.1930 в Бугульминском р-не.